# Kōzushima
Kōzushima (神津島村?) è un villaggio giapponese facente parte della Sottoprefettura di Ōshima, il cui territorio ricade sotto la giurisdizione del Governo Metropolitano di Tokyo.